# Maratus kochi
Lycidas kochi là một loài nhện trong họ Salticidae.
Loài này thuộc chi Lycidas. Lycidas kochi được Marek Żabka miêu tả năm 1987.